# L'Inspection
L'Inspection est le 12e épisode de la saison 5 de la série télévisée Buffy contre les vampires.

## Résumé
Le Conseil des observateurs détient des informations sur Gloria et décide de venir à Sunnydale. Menés par Quentin Travers, ils en profitent pour mener une véritable inspection sur les compétences de Buffy, se servant des informations qu'ils détiennent comme levier pour faire coopérer Buffy et Giles : le conseil menace de faire fermer la boutique de magie et de renvoyer Giles en Angleterre dans les 24h. Les observateurs interrogent le Scooby-gang pour savoir comment travaille Buffy et sur l'éventuelle aide qu'ils lui apportent. Le test physique tourne au fiasco. 
En rentrant chez elle, Buffy a la surprise de voir que Gloria l'attend dans son salon. Celle-ci menace Buffy, car elle se doute que la Tueuse protège la clé, avant de s'en aller. Buffy emmène alors Dawn et sa mère chez Spike pour les mettre à l'abri. Elle se rend ensuite à la boutique mais se fait attaquer en chemin par des hommes en armure, armés d'épées. Elle se débarrasse de la menace et, en interrogeant le dernier, apprend qu'ils font partie de l'Ordre de Byzantium. Ils veulent détruire la clé pour protéger l'humanité de Gloria. À la boutique, Buffy annonce aux observateurs qu'il n'y aura plus de test, ni d'inspection, car c'est elle qui détient le pouvoir et qu'ils ont besoin d'elle et non l'inverse. Elle fixe ses conditions à Travers, obtenant que Giles soit réintégré parmi le Conseil, et apprend alors que Gloria n'est pas un démon mais une déesse.

## Statut particulier
Noel Murray, du site The A.V. Club, évoque un épisode « hautement divertissant » dont les moments les plus marquants sont les entretiens des membres du Scooby-gang avec les observateurs et qui soulève la question de la lutte « entre le traditionalisme borné et l'ingénieuse innovation, entre l'élitisme et la démocratisation ». Pour la BBC, l'épisode est « un agréable mélange d'humour et d'action avec une scène finale percutante » et des « scènes très amusantes », notamment celles où Willow, Tara, Anya et Spike répondent aux questions des observateurs. Mikelangelo Marinaro, du site Critically Touched, lui donne la note de A-, estimant que cet épisode solide « offre quelques sujets de pensées tout en étant très divertissant » et présente Buffy faisant « un autre pas vers l'âge adulte lorsqu'elle en découvre plus sur le pouvoir qu'elle détient en tant que Tueuse ».

## Distribution

### Acteurs et actrices crédités au générique
- Sarah Michelle Gellar : Buffy Summers
- Nicholas Brendon : Alexander Harris
- Alyson Hannigan : Willow Rosenberg
- Emma Caulfield : Anya Jenkins
- Michelle Trachtenberg : Dawn Summers
- James Marsters : Spike
- Anthony Stewart Head : Rupert Giles

### Acteurs et actrices crédités en début d'épisode
- Clare Kramer : Gloria
- Charlie Weber : Ben
- Cynthia Lamontagne : Lydia
- Oliver Muirhead : Philip
- Kris Iyer : Nigel
- Kevin Weisman : Dreg
- Troy T. Blendell : Jinx
- Amber Benson : Tara Maclay
- Harris Yulin : Quentin Travers
- Kristine Sutherland : Joyce Summers